# ФК Хјустон дајнамо
Хјустон дајнамо (енгл. Houston Dynamo) је амерички професионални фудбалски клуб из Хјустона. Такмичи се у Главној фудбалској лиги у којој учествују најбољи клубови из САД и два тима из Канаде.
Дајнамо је почео да се такмичи у МЛС 2005. Клуб је формиран након пресељења Сан Хозе ертквејкса у Хјустон, тако да су у почетку имали њихове играче и стручни штаб. Године 2006. и 2007. Дајнамо постиже највеће успехе освајањем Купа МЛС.